# Fanny Rabel
Fanny Rabel, nacida Fanny Rabinovich Duval (Lublin, Polonia, 27 de agosto de 1922 – Ciudad de México, México, 25 de noviembre de 2008), fue una destacada artista mexicana de origen polaco, que realizó una amplia obra artística en los campos de la pintura mural, de caballete, grabado y escenografía. Discípula de Frida Kahlo, Diego Rivera y David Alfaro Siqueiros, Rabel comenzó su carrera en el estilo realista de la Escuela Mexicana de Pintura y más adelante encontró su propio estilo expresivo y su propia temática, con una fuerte inclinación a la crítica social, incluyendo la situación social de las mujeres. Por su ubicación, en el área educativa del Museo Nacional de Antropología en la Ciudad de México, uno de sus murales más conocidos es Ronda en el Tiempo (1964-1965).

## Biografía
Fanny Rabel nació bajo el nombre de Fanny Rabinovich el 27 de agosto de 1922 en Lublin, Polonia, hija de una pareja judío-polaca perteneciente a una familia de actores trashumantes.1 2 En 1929, su familia se mudó a París, en donde asistió por primera vez a la escuela. Escapando de la inminente guerra y de la persecución religiosa, la familia se trasladó en 1938 a México (nueva información: esta fecha ha sido corregido a 1936, por Paloma Woolrich, hija de Fanny Rabel con base en los pasaportes que conserva en su archivo personal, según Dina Comisarenco, p. 26)  En este país, la joven Fanny entró a la Escuela Nocturna para Trabajadores, donde tomó clases de dibujo y grabado.1 Colaboró en 1940 como asistente en el mural de David Alfaro Siqueiros Retrato de la Burguesía para el edificio del Sindicato Mexicano de Electricistas en la calle Alfonso Caso de la Ciudad de México. Allí, Rabel consolidó su amistad con un grupo de artistas mexicanos y artistas españoles exiliados en México que eran parte del equipo, tales como Antonio Pujol, Josep Renau Berenguer, Luis Arenal Bastar, Antonio Rodríguez Luna y Miguel Prieto.4
Posteriormente, Rabel entró a la Escuela Nacional de Pintura, Escultura y Grabado "La Esmeralda" y tomó  clases con José Chávez Morado, Feliciano Peña y Frida Kahlo, con quien desarrolló una relación cercana.1 Para continuar las clases con Frida Kahlo junto con Guillermo Monroy, Arturo García Bustos y Arturo Estrada, comenzó a asistir a la Casa Azul, constituyendo parte del grupo que desde entonces sería conocido como Los Fridos.2 5 Otros de sus maestros fueron Francisco Zúñiga, Alfredo Zalce, Raúl Anguiano, David Alfaro Siqueiros, Carlos Orozco Romero y Diego Rivera.2
Rabel se casó con el urólogo Jaime Woolrich, con quien tuvo dos hijos, Abel y Paloma Woolrich, ambos reconocidos actores, siguiendo así la tradición familiar.7 4 Su hermana, Malkah, fue una reconocida escritora y crítica teatral en México.
Por décadas Rabel vivió en un departamento/estudio en la calle Martínez de Castro en San Miguel Chapultepec, Ciudad de México. Años antes de morir sufrió Alzeheimer, perdiendo su memoria casi por completo, aunque nunca dejó de pintar.8 7 Rabel murió el 25 de noviembre de 2008 y fue enterrada en el Panteón Israelita. Fue sucedida por su hija Paloma y sus nietos.6

## Carrera artística
Rabel tuvo su primera exhibición en 1945 con veinticuatro óleos, trece dibujos y ocho grabados en la Liga Popular Israelita con la presentación de Frida Kahlo. En 1955, realizó una exposición individual en el Salón de la Plástica Mexicana. Tuvo una gran exhibición en el museo Palacio de Bellas Artes para conmemorar medio siglo de su trabajo. Su última exhibición fue en 2007 en la Universidad Autónoma Metropolitana. Su trabajo puede ser encontrado en colecciones de más de quince países, incluyendo la Biblioteca Pública de Nueva York, la Biblioteca del Congreso en Washington, la Academia Real de Bellas Artes de Dinamarca, la Biblioteca Nacional de Francia, la Casa de las Américas en la Habana, la Benemérita Universidad Autónoma de Puebla y el Museo de Arte Moderno en la Ciudad de México.
Rabel es considerada la primera mujer muralista de México. Fue asistente de Diego Rivera mientras trabajaba en los frescos para el Palacio Nacional y también fue aprendiz de David Alfaro Siqueiros. Su mural más importante es Ronda en el tiempo, localizada en el Museo Nacional de Antropología, que se hizo desde 1964 a 1965. También hizo murales en la Unidad de Lavaderos Público de Tepalcatitlán (1945), Sobrevivencia, Alfabetización en Coyoacán (1952), Sobrevivencia de un pueblo en el Centro Deportivo Israelita (1957), Hacia la salud para el Hospital Infantil de México (1982), La familia mexicana (que Rabel prefería llamar Abolición a la Propiedad Privada) en el Registro Público de la Propiedad (1984) y en la Imprenta Artgraf. En colaboración con otros artistas, participó en la creación de murales en el bar La Rosita (desaparecido) y en la Casa de la Madre Soltera.
Rabel fue miembro del Salón de la Plástica Mexicana y del Taller de Gráfica Popular, a los que se unió en 1950. Un grupo de amigos la nominó para el Premio Nacional de Arte pero la petición fue denegada. Sin embargo, su trabajo ha sido honrado con varias exhibiciones antes y después de su muerte. En el 2007, hubo una retrospectiva de su trabajo en el Festival de México, en la Casa de Imprenta de las Américas (en el centro histórico de la Ciudad de México) con el título de La Fanny de los Fridos. Su trabajo fue presentado en una exhibición llamada Fanny Rabel y Mujeres del Salón de la Plástica Mexicana que tuvo lugar en la Biblioteca José Vasconcelos. En el Salón de la Plástica Mexicana tuvo una retrospectiva de su trabajo, Retrospectiva. In Memoriam, Fanny Rabel (1922-2008) en el Museo de la Universidad Popular Autónoma del Estado de Puebla.

## Estilo y temáticas
Rabel es considerada la primera muralista moderna de México aunque también trabajo de manera significativa en pinturas, grabados, dibujos y esculturas de cerámica. Su trabajo ha sido calificado como poético y ligado al surrealismo y al neoexpresionismo. Fue una de las muralistas más jóvenes en ser asociada con la Escuela Mexicana de Pintura (movimiento artístico dominante en la primera mitad del siglo XX en México), junto a Arnold Belkin y José Hernández Delgadillo.
Rabel se inclinó en representar el sufrimiento humano antes que la felicidad, compartiendo con otros muralistas mexicanos sus preocupaciones en torno a la injusticia social. Sin embargo, le aclaró a Leopoldo Méndez que ella no podía crear trabajos combativos, con puños cerrados y caras feroces, y que quería dejar el Taller de Gráfica Popular. Méndez la convenció de que se quedase, alegando que los trabajos más suaves también eran importantes para luchar contra los problemas políticos. Era común que niños con rasgos mexicanos aparecieran en sus obras, normalmente con expresiones entre risas y lágrimas; suelen tratrase de niños pobres, con el motivo de representar a las comunidades marginadas socioeconómicamente en el país. Aunque nunca pintó una tragedia directa o lágrimas. En muchos de sus trabajos, contrastaba la diferencia entre las clases sociales de México, generalmente representando a indígenas. La gentileza de su trabajo, insistía, era «por la revolución». También hizo un retrato de Frida Kahlo, un dibujo a lápiz que fue expuesto por primera vez poco antes de su muerte.
Prosperó económicamente, lo cual la molestaba porque se preocupaba por la explotación de los pobres en favor al arte. A diferencia de los artistas que evadían las noticias y la cultura popular para no contaminar su arte, Rabel fue a conciertos, escuchó la radio y admiraba las películas, tanto de México, como de Hollywood.
Fue una de las primeras de su generación en desarrollar temas relacionados con la ecología, los cambios en la Ciudad de México, contra la tecnocracia y el énfasis en el comercio. A lo largo de 1979, comenzó una serie de pinturas llamada Réquiem por una ciudad, representando lo que ella consideraba la destrucción de la capital mexicana por el smog, tráfico y basura y considera tres temas, la falta de comunicación humana, el tráfico y la contaminación de aire y suelo.
Su trabajo incluye Diálogo capitalino, Muerte citadina, Los peatones van al cielo, El profundo drenaje, La rebelión de los peatones y México, D.F.. La rebelión de los peatones (1987) expresa su preocupación hacia la centralización de la ciudad y el exceso de automóviles.